# Dereçepni, Boğazlıyan
Dereçepni là một xã thuộc huyện Boğazlıyan, tỉnh Yozgat, Thổ Nhĩ Kỳ. Dân số thời điểm năm 2010 là 256 người.